# Bollebygds kommun
57°40′N 12°34′Ø / 57.667°N 12.567°Ø
Bollebygds kommun ligger i det svenske län Västra Götalands län i landskapet Dalsland. Kommunens administrationscenter ligger i byen Bollebygd, som ligger cirka 25 km vest for Borås og 40 km øst for Göteborg. Göteborg-Landvetter flygplats ligger midt mellem Bollebygd og Göteborg.

## Byer
Bollebygd kommune har fire byer.

indbyggere pr. 31. december 2005.)
| #  | By        | Indbyggere |
| -- | --------- | ---------- |
| 1. | Bollebygd | 3.364      |
| 2. | Olsfors   | 610        |
| 3. | Töllsjö   | 347        |
| 4. | Hultafors | 233        |

- Wikimedia Commons har flere filer relateret til Bollebygds kommun